# Tayeb Saddiki
 (août 2022).
La mise en forme du texte ne suit pas les recommandations de Wikipédia : il faut le « wikifier ».
Les points d'amélioration suivants sont les cas les plus fréquents. Le détail des points à revoir est peut-être précisé sur la page de discussion.
- Les titres sont pré-formatés par le logiciel. Ils ne sont ni en capitales, ni en gras.
- Le texte ne doit pas être écrit en capitales (les noms de famille non plus), ni en gras, ni en italique, ni en « petit »…
- Le gras n'est utilisé que pour surligner le titre de l'article dans l'introduction, une seule fois.
- L'italique est rarement utilisé : mots en langue étrangère, titres d'œuvres, noms de bateaux, etc.
- Les citations ne sont pas en italique mais en corps de texte normal. Elles sont entourées par des guillemets français : « et ».
- Les listes à puces sont à éviter, des paragraphes rédigés étant largement préférés. Les tableaux sont à réserver à la présentation de données structurées (résultats, etc.).
- Les appels de note de bas de page (petits chiffres en exposant, introduits par l'outil «  Source ») sont à placer entre la fin de phrase et le point final[comme ça].
- Les liens internes (vers d'autres articles de Wikipédia) sont à choisir avec parcimonie. Créez des liens vers des articles approfondissant le sujet. Les termes génériques sans rapport avec le sujet sont à éviter, ainsi que les répétitions de liens vers un même terme.
- Les liens externes sont à placer uniquement dans une section « Liens externes », à la fin de l'article. Ces liens sont à choisir avec parcimonie suivant les règles définies. Si un lien sert de source à l'article, son insertion dans le texte est à faire par les notes de bas de page.
- La présentation des références doit suivre les conventions bibliographiques. Il est recommandé d'utiliser les modèles {{Ouvrage}}, {{Chapitre}}, {{Article}}, {{Lien web}} et/ou {{Bibliographie}}. Le mode d'édition visuel peut mettre en forme automatiquement les références.
- Insérer une infobox (cadre d'informations à droite) n'est pas obligatoire pour parachever la mise en page.

Pour une aide détaillée, merci de consulter Aide:Wikification.
Si vous pensez que ces points ont été résolus, vous pouvez retirer ce bandeau et améliorer la mise en forme d'un autre article.
Pour les articles homonymes, voir Saddiki.
Tayeb Saddiki (en arabe : الطيب الصديقي), né le 5 janvier 1939  à Essaouira et mort le 5 février 2016 à Casablanca, est un dramaturge, metteur en scène, comédien, cinéaste, acteur de cinéma, écrivain et calligraphe marocain. Il est l'une des figures majeures de l'art marocain et l'un des pionniers du théâtre marocain et arabe du vingtième siècle. 
Il a notamment été le directeur artistique du théâtre national Mohammed-V de Rabat et le directeur général du théâtre municipal de Casablanca en 1964 et 1977.

## Itinéraire
- 1954 - Stage d’Art Dramatique à la Maâmora (Maroc), Prix d’interprétation / Direction André Voisin et Charles Nugue
- 1955 - Premier contrat avec la troupe du théâtre marocain en tant que régisseur (première troupe professionnelle au Maroc)
- 1956 - Stage d’art dramatique au Centre dramatique de l'Ouest – C.D.O , Rennes - Direction Hubert Gignoux
- 1957 - Travaille au Théâtre National Populaire (T.N.P) à Paris, Direction Jean Vilar
- 1957-1958 - Fondateur du « Théâtre ouvrier » ou « Théâtre travailliste » Al Masrah Al Oummali, Maroc
- 1959 - Stage de perfectionnement au Centre Dramatique de l’Est – C.D.E, Direction Hubert Gignoux
- 1960 - Stage et voyage d’études Berliner Ensemble - Allemagne, Direction Hélène Weigel - Compagnie théâtrale de Bertolt Brecht
- 1960 - Fondateur de la troupe La troupe du Théâtre municipal, Casablanca, Maroc
- 1962 - Fondateur de la troupe La compagnie Saddiki, Maroc
- 1964 - Directeur Artistique du théâtre national Mohammed-V de Rabat, Maroc
- 1967-1969 - Membre du comité exécutif de l’Institut International du Théâtre, I.T.I – UNESCO
- 1964-1977 - Directeur Général du Théâtre municipal de Casablanca, Maroc
- 1970-1977 - Fondateur du Café-théâtre, Théâtre municipal de Casablanca, Maroc
- 1970 - Fondateur de la troupe Le Théâtre des gens – Masrah Ennas, Maroc
- 1974 - Fondateur du « Théâtre Ambulant » - Al Masrah Al Jawal, Maroc
- 1980-1982 - Chargé de mission du Ministère d’État, chargé du tourisme, Maroc
- 1980 - Fondateur du Festival d’Essaouira (la Musique d’abord)
- 1984-1986 - La télévision Bouge (Attalfaza Tataharrak), S.N.R.T Maroc
- 1997 - Fondateur de l’Espace Tayeb Saddiki (Théâtre Mogador), Casablanca - Maroc

## Distinctions
| Pays    | Décoration ou prix                                                                            | Année |
| ------- | --------------------------------------------------------------------------------------------- | ----- |
| Maroc   | Ouissam al-Massira, décerné par le roi Hassan II (médaille de la Marche verte)                | 1976  |
| France  | Chevalier des Arts et des Lettres                                                             | 1979  |
| France  | Officier des Arts et des Lettres                                                              | 1983  |
| Tunisie | prix de la 1re œuvre aux Journées cinématographiques de Carthage pour son film Zeft (ex-æquo) | 1984  |
| France  | Commandeur des Arts et des Lettres                                                            | 1997  |
| Maroc   | Ouissam al-Kafaâ al-Fikria, décerné par le roi Mohammed VI                                    | 2005  |

## Œuvres et travaux
- Metteur en scène : Répertoire composé de plus de quatre vingt œuvres
- Répertoire : A écrit trente deux pièces de théâtre (en arabe et en français), Traduction et adaptation de trente quatre œuvres dramatiques, Dix-huit œuvres dramatiques écrites en collaboration
- Comédien : A joué en tant que comédien dans une cinquantaine pièces, une dizaine de films et dans trente cinq œuvres dramatiques et émissions télévisées
- Peintre calligraphe : Expositions au Maroc et en Tunisie, Koweït, Qatar, Sultanat d’Oman, France, Canada, Belgique, Algérie…
- Cinéma : A réalisé pour le cinéma quatre courts-métrages et un long métrage (Zeft – 1984), a écrit et réalisé une dizaine de documentaires et  joué dans une dizaine films
- Télévision : A réalisé et produit pour la télévision une trentaine d’œuvres (téléfilms, œuvres dramatiques, etc.), "La télévision bouge (Attalfaza Tataharrak)" : programme de refonte des programmes de la première chaîne marocaine S.N.R.T (1984-1986)

- Autres collaborations : 
  - A collaboré aux recherches et à l’écriture du livre : Le Maroc et l'Artisanat Traditionnel Islamique dans l'Architecture (Le Paccard) - 2 volumes, Livre préparé par : André Paccard, Édition : Atelier 74, 1986
  - Préfacier du livre : Mogador, mon amour, Auteur du texte : Marcel Crespil, Illustrateur : William Olegini, Édition : Casablanca : EDDIF, 1990
  - Illustrateur du livre : Fraîcheur de l'Islam, Auteur du texte : Gabriel Bounoure (1886-1969), Édition : Saint-Clément-la-Rivière : Fata Morgana, 1995
  - A collaboré aux à l’écriture du livre Civilisation Marocaine, Arts et Cultures, sous la direction de Mohamed Sijelmassi, éditions OUM et Actes Sud / Sindbad, 1996

## Communications internationales
- Le Théâtre arabe (Berlin, Allemagne)
- Le Théâtre marocain (New York, Etats-Unis)
- Tricentenaire de Molière (Paris, France)
- Place de l’Artiste dans la société (colloque organisé par l’UNESCO) - Beyrouth, Liban
- Le spectacle et le social (New Delhi, Inde)
- Le Cinéma marocain (Montréal, Canada)
- Le Théâtre marocain (Doha, Qatar)
- Plusieurs conférences en Tunisie, Algérie, France, Syrie, Jordanie, Egypte, Sénégal, Oman, Irak, Qatar, Canada, Côte d’Ivoire, Abou Dabi, Koweït, Mauritanie, Espagne, Belgique, New Delhi, Sicile et Palestine.

## Festivals
- Fondateur du Festival d’Essaouira au Maroc : la Musique d’abord - 1980
- Festival de Marrakech (Maroc)
- Festival d’Essaouira (Maroc)
- Festival de Volubilis (Maroc)
- Festival de Rabat (Maroc)
- Festival d’Alger (Algérie)
- Festival des Arts Africains (Alger)
- Festival de Timgad (Algérie)
- Festival de Tabarka (Tunisie)
- Festival international d'Hammamet (Tunisie)
- Festival de Monastir (Tunisie)
- Festival de Damas (Syrie)
- Festival de Jarash (Jordanie)
- Festival de Bagdad (Irak)
- Festival de Chiraz Persépolis (Iran)
- Festival de Paris (France)
- Festival de Nancy (France)
- Festival de Tournemire (France)
- Festival de Lyon (France)
- Festival de Mexico (Mexique)
- Festival d’été Marseille, Théâtre de la criée (France)
- Festival du Koweït
- Festival d’Amiens (cinéma ; France)
- Festival de Montréal (cinéma ; Canada)
- Journées cinématographiques de Carthage (Tunisie)
- Journées théâtrales de Carthage (Tunisie)
- Journées marocaines (Toulouse – France)
- Semaine du Maroc (Bordeaux – France)
- Festival des orangers (Rabat, Maroc)
- Festival Al Haboul (Meknès, Maroc)
- Festival Fès-Saïss (Fès, Maroc)
- Festival de Safi (Maroc)
- Journées marocaines (Mauritanie)

## Comédien au cinéma
- 1955 : Le Poulet, Court-métrage de Jean Fléchet
- 1956 : Le médecin malgré lui (Toubib Al Affia), Film de Henry Jacques, d’après Molière, Festival de Cannes de 1956 (sélection officielle)
- 1957 : Brahim ou le collier de beignets, Film de Jean Fléchet, Présenté lors du Festival de Berlin de 1957
- 1959 : Loqmat Aïch (pour une bouchée de pain), Long-métrage de Larbi Bennani
- 1960 : Les fourberies Scapin, Adaptation cinéma des Fourberies de Scapin de Molière, Film de Jean Mousselle, adaptation en arabe dialectal de Mahieddine Bachtarzi (Algérie), productions de Fred Orain : Castella Films & Armor Films
- 1962 : Tartarin de Tarascon, Film de Francis Blanche
- 1962 : Les Enfants du soleil, Film de Jacques Séverac, Festival de Cannes 1962 (sélection officielle)
- 1962 : Lawrence d’Arabie, Long-métrage de David Lean
- 1976 : Arrissala (le Message), Long-métrage de Moustapha Akkad
- 1977 : Zénobie, reine de Palmyre, série TV de Adnan Roumhi, idée et production Nidal Al Achkar
- 1984 : Zeft (Ashphalte), Long-métrage de Tayeb Saddiki
- 1986 : L'Enfant du sable, Long-métrage de Hamid Bénani
- 1995 : La prière de l’absent, Long-métrage de Hamid Bénani
- 2001 : Assir Al Matrouz (l’homme qui brodait des secrets), Long-métrage de Omar Chraïbi
- 2008 : Voyage court mais trash, Court-métrage de Raja Saddiki

## Scénarios et réalisations

### Long métrage
- Zeft, d'après la pièce du même auteur Sidi Yassin Fi Tariq

### Scénarios de films
- Noces de sang, film de Souheil Ben Barka sorti en 1976, participation en tant que co-scénariste et dialoguiste
- Sijnabad, écrit par Tayeb Saddiki en 1984, jamais tourné
- La dent d'or, écrit par Tayeb Saddiki en 1985, jamais tourné

### Documentaires
- La médecine traditionnelle avec Jacques Barratier (40 min)
- Libellule (30 min)
- Les Ciriers de Fès (22 min)
- La peinture marocaine (36 min)
- Le chapiteau d'Agadir (40 min)
- Dakira, 10 heures de montage sur l'histoire du Maroc
- Il était une foi (30 min), film sur la Mosquée Hassan II avec Hamid Berrada

### Films institutionnels
- BCM (30 min)
- OCP (40 min)
- Le Festival de Marrakech (26 min)
- I.U.M (Université d’Ifrane) (25 min)
- Le festival de Bagdad (20 min)

### Œuvres adaptées à la télévision
- Al Faylassouf
- Mahjouba
- La Farce Du Maître Pathelin
- Volpone
- Diwan Sidi Abderrahman El Mejdoub
- Sidi Yassin Fi Tariq
- El Harraz (2 versions)
- Annour Oua Addijour
- Khourafat Al Maskine
- Annakcha
- Les Enseignes Traduites
- La Superstition
- Les Bonnes
- La Peur des coups
- Al Qouq fi Sandouq
- Moummou Boukhersa
- Nahnou
- Massiratouna
- Alf Hikaya Wa Hikaya fi Souq Okad
- Maqamat Badii Ezzamane El Hamadani
- Aswat Oua Adouae
- Les Sept Grains De Beauté
- Al Fil Wa Sarawil
- Wa Laou Kanat Foula
- Jnane Chiba
- Qaftane Al Hob Al Mrassae Bal Houa
- Al Qouq Fi Sandouq
- Bouktef
- Azizi
- Al Karassi

## Films sur la vie de Tayeb Saddiki
- Personenbeschreibung (Fernsehsendung) : Tayeb Saddiki – Ein Mime aus Marokko (Un homme, un pays) de Georg Stefan Troller pour la 2e chaîne allemande (1986)
- Tayeb Saddiki  L'HOMME PROTHE, film algéro-marocain de Badredine Boutemen (1991)

## Répertoire

### 1954-1955
- Ammi Zalt (bonhomme misère)
  - Texte : Bonhomme Misère, conte populaire français
  - Mise en scène et réécriture dramatique : André Voisin
  - Adaptation : Ahmed Taïeb El Alj
  - Langue : Arabe dialectal

- Maâlem Azzouz (maître Azzouz)
  - Texte : Le Barbier de Séville de Pierre-Augustin Caron de Beaumarchais
  - Adaptation : Ataa Ouakil (Abdessamad Kenfaoui, Tahar Ouaâziz et Ahmed Taïeb El Alj)
  - Mise en scène : André Voisin
  - Langue : Arabe dialectal

### 1955-1956
- Hamlet
  - Texte : William Shakespeare
  - Traduction : Khalil Matran (revue et corrigée par Tahar Ouaâziz)
  - Mise en scène : André Voisin
  - Langue : Arabe classique

- Ahl Al Kahf (les gens de la caverne)
  - Texte : Tawfiq Al Hakim
  - Mise en scène : Didier Béraud
  - Langue : Arabe classique
- Ach’taba (les balayeurs)
  - Texte : création collective / Troupe du Théâtre Marocain
  - Mise en scène : André Voisin
  - Langue : Arabe dialectal

- Aâmayel J’ha (les fourberies de Joha)
  - Texte : Les Fourberies de Scapin de Molière
  - Adaptation : Ataa Ouakil (Abdessamad Kenfaoui, Tahar Ouaâziz et Ahmed Taïeb El Alj)
  - Mise en scène : André Voisin
  - Ass. mise en scène : Tayeb Saddiki
  - Langue : Arabe dialectal

- Le Barbier de Séville
  - Texte : Pierre-Augustin Caron de Beaumarchais
  - Mise en scène : André Maheux
  - Langue : Française
  - Troupe : Centre dramatique de l'Ouest, France

### 1956-1957
- Al Warith (l’héritier)
  - Texte : Le Légataire universel, Jean-François Regnard
  - Adaptation : Ahmed Taïeb El Alj et Tayeb Saddiki
  - Mise en scène : Tayeb Saddiki
  - Langue : Arabe dialectal

- Al Faylassouf (le philosophe)
  - Texte : La Jalousie du barbouillé de Molière
  - Adaptation : Ahmed Taïeb El Alj et Tayeb Saddiki
  - Mise en scène : Tayeb Saddiki
  - Langue : Arabe dialectal

- Le Médecin volant de Molière
  - Adaptation et mise en scène : Tayeb Saddiki
  - Langue : Arabe dialectal

- Les Bonnes de Jean Genet
  - Adaptation et mise en scène : Tayeb Saddiki
  - Langue : Arabe dialectal

### 1957-1958
- Al Moufattich (l’inspecteur)
  - Texte : Le Révizor de Nicolaï Gogol
  - Adaptation et mise en scène : Tayeb Saddiki
  - Langue : Arabe dialectal

- Volte-face
  - Texte : Bayn Yawm Wa layla (entre jour et nuit) de Tawfiq Al Hakim
  - Traduction : Théâtre multicolore, recueil de pièces de théâtre, Nouvelles Ed. Latines, 1954
  - Mise en scène : Tayeb Saddiki
  - Langue : Français

### 1958-1959
- Al Jins Allatif (le beau sexe)
  - Texte : L'Assemblée des femmes et Lysistrata d’Aristophane
  - Adaptation et mise en scène : Tayeb Saddiki
  - Langue : Arabe dialectal

- Pantagleize
  - Texte : Michel de Ghelderode
  - Mise en scène : Georges Goubert
  - Langue : Français
  - Centre dramatique de l'Ouest – C.D.O. (tournée en France, rôle de Ban Boulah)

### 1959-1960
- Le Carthaginois
  - Texte : Plaute
  - Adaptation : Henri Clouard
  - Mise en scène : Daniel Sorano
  - Langue : Français
  - Théâtre du Vieux-Colombier à Paris (rôle de Milphin, repris après Daniel Sorano)

- Les Fourberies de Scapin
  - Texte : Molière
  - Mise en scène : Jacques Sarthou
  - Langue : Français
  - Théâtre du Vieux-Colombier à Paris (rôle de Scapin)

- La Peur des coups de Georges  Courteline
  - Adaptation et mise en scène : Tayeb Saddiki
  - Langue : Arabe dialectal

- Volpone de Ben Jonson
  - Adaptation et mise en scène : Tayeb Saddiki
  - Langue : Arabe dialectal

### 1960-1961
- Qissat Al Hasnae (histoire de la belle)
  - Texte : Lady Godiva de Jean Canolle
  - Adaptation et mise en scène : Tayeb Saddiki
  - Langue : Arabe dialectal

- Safar Tchûn Li
  - Texte : Le Voyage de Tchong-Li de Sacha Guitry
  - Adaptation et mise en scène : Tayeb Saddiki
  - Langue : Arabe dialectal

- Moulat Al Foundouk (la propriétaire de l’hôtel)
  - Texte : La locandiera de Carlo Goldoni
  - Adaptation : Tayeb Saddiki
  - Mise en scène : Abdessamad Dinia
  - Langue : Arabe dialectal

- Mahjouba
  - Texte : L’école des femmes de Molière
  - Adaptation et mise en scène : Tayeb Saddiki
  - Langue : Arabe dialectal

### 1961-1962
- Fi Intidar Mabrouk (en attendant Mabrouk)
  - Texte : En attendant Godot de Samuel Beckett
  - Adaptation et mise en scène : Tayeb Saddiki
  - Langue : Arabe dialectal

- Al Fassl Al Akhir (le dernier acte)
  - Texte : Aziz Seghrouchni
  - Mise en scène : Tayeb Saddiki
  - Langue : Arabe classique

### 1962-1963
- Al Moussadafa (une rencontre inopinée)
  - Texte : Le jeu de l’amour et du hasard de Pierre de Marivaux
  - Adaptation et mise en scène : Tayeb Saddiki
  - Langue : Arabe dialectal

### 1963-1964
- Hamid ou Hammad (Hamid et Hammad)
  - Texte : Abdallah Chakroun
  - Adaptation : Tayeb Saddiki
  - Mise en scène : Abdessamad Dinia
  - Langue : Arabe dialectal

- Oued El Makhazine (La bataille des Trois Rois)
  - Texte et mise en scène: Tayeb Saddiki
  - Epopée / fresque historique

### 1964-1965
- Moummou Boukhersa (le petit bambin porte un anneau)
  - Texte : Amédée ou Comment s'en débarrasser de Eugène Ionesco
  - Adaptation et mise en scène : Tayeb Saddiki
  - Langue : Arabe dialectal

### 1965-1966
- Soltan Tolba (le sultan des étudiants)
  - Texte : Abdessamad Kenfaoui et Tayeb Saddiki
  - Mise en scène : Tayeb Saddiki
  - Langue : Arabe dialectal

- Sidi Yassin Fi Tariq (Sidi Yassin en route)
  - Texte : Tayeb Saddiki
  - Mise en scène : Tayeb Saddiki
  - Langue : Arabe dialectal

- Al Maghrib Wahed (le Maroc est Un)
  - Texte : Saïd Saddiki et Tayeb Saddiki
  - Mise en scène : Tayeb Saddiki
  - Epopée / fresque historique

### 1966-1967
- Madinat Annouhas (la ville du cuivre)
  - Texte : Saïd Saddiki
  - Mise en scène : Tayeb Saddiki
  - Langue : Arabe dialectal

- Rajoul Fi Al Massida (un homme dans le piège)
  - Texte : Piège pour un homme seul de Robert Thomas
  - Adaptation et mise en scène : Tayeb Saddiki
  - Langue : Arabe dialectal

### 1967-1968
- Diwan Sidi Abderrahman El Mejdoub (le recueil de Sidi Abderrahman El Majdoub)
  - Texte et mise en scène : Tayeb Saddiki
  - Langue : Arabe dialectal

### 1968-1969
- Moulay Ismaïl
  - Texte : Saïd Saddiki et Tayeb Saddiki
  - Mise en scène : Tayeb Saddiki
  - Epopée / fresque historique

### 1969-1970
- Annakcha (le déclic)
  - Texte : Le Journal d'un fou de Nicolaï Gogol
  - Adaptation et mise en scène : Tayeb Saddiki
  - Langue : Arabe dialectal

- Al Akbach Tatamarrane (les Moutons répètent)
  - Texte : Ahmed Taïeb El Alj et Tayeb Saddiki
  - Mise en scène : Tayeb Saddiki
  - Langue : Arabe dialectal

- Arras Oua Achaâkouka (la tête échevelée)
  - Texte : Saïd Saddiki
  - Mise en scène : Tayeb Saddiki
  - Langue : Arabe dialectal

### 1970-1971
- Kaddour Nour et Ghandour
  - Texte : Fando et lys de Fernando Arrabal
  - Adaptation : Tayeb Saddiki
  - Mise en scène : Hamid Zoughi
  - Langue : Arabe dialectal

- Je mange de ce pain-là
  - Texte et Mise en scène : Tayeb Saddiki
  - Langue : Français

- ‘Ala Baladi Al Mahboub (pour mon pays bien aimé)
  - Texte : Ali Haddani et Tayeb Saddiki
  - Mise en scène : Tayeb Saddiki
  - Epopée / fresque historique

- Al Harraz
  - Texte : Abdeslam Chraïbi
  - Mise en scène et réécriture dramatique : Tayeb Saddiki
  - Langue : Arabe dialectal

### 1971-1972
- Maârakat Zellaqa (La bataille de Sacralias)
  - Texte et mise en scène: Tayeb Saddiki
  - Epopée / fresque historique

- Maqamat Badii Ezzamane El Hamadani (les séances de Badii Ezzamane El Hamadani)
  - Texte et mise en scène : Tayeb Saddiki
  - Langue : Arabe dialectal

### 1972-1973
- Annour Oua Addijour (la lumière et l’obscurité)
  - Texte : Abdeslam Chraïbi et Tayeb Saddiki
  - Mise en scène : Tayeb Saddiki
  - Langue : Arabe dialectal

- La magie rouge
  - Texte : Michel de Ghelderode
  - Mise en scène : Tayeb Saddiki
  - Langue : Français
  - Présentée conjointement par deux troupes théâtrales : Les ATF (Amis du théâtre de France), France et la troupe Masrah Ennas (théâtre des gens), Maroc

- Kane Ya Ma Kane Aou Maghrib 73 (il était une fois ou Maroc 73)
  - Texte : Saïd Saddiki
  - Mise en scène : Tayeb Saddiki
  - Langue : Arabe dialectal

### 1973-1974
- Essefoud (la broche)
  - Texte et mise en scène : Tayeb Saddiki
  - Langue : Arabe dialectal

- Al Qouq fi Sandouq (l’artichaut dans la boite)
  - Texte : Misère et noblesse d’Eduardo Scarpetta
  - Mise en scène : Tayeb Saddiki
  - Langue : Arabe dialectal

- Moulay Idriss
  - Texte : Abdeslam Al Beqqali & Tayeb Saddiki
  - Musique : Abdelwahab Doukkali
  - Mise en scène : Tayeb Saddiki
  - Epopée / fresque historique

### 1974-1975
- Khourafat Al Maskine (la légende du pauvre)
  - Texte et mise en scène : Tayeb Saddiki
  - Langue : Arabe dialectal

- Cha’ir Al Hamra / Ben Brahim le poète
  - Texte : Création collective
  - Mise en scène : Tayeb Saddiki
  - Epopée / fresque historique

- Al Massira Al Khadra (la Marche Verte)
  - Texte : Création collective
  - Mise en scène : Tayeb Saddiki
  - Epopée / fresque historique

### 1975-1976
- Al Ghoufrane (le pardon)
  - Texte : Azzeddine El Madani, inspirée du livre de Abou Alaa Al Maârri : l’épitre des pardons
  - Mise en scène : Tayeb Saddiki
  - Langue : Arabe classique

### 1976-1977
- Bouktef
  - Texte : Abdessamad Kenfaoui
  - Mise en scène : Tayeb Saddiki
  - Langue : Arabe dialectal

### 1979-1980
- Darna (notre maison),
  - Texte : Tayeb Saddiki
  - One Man Show / Contes
  - Langue : Arabe dialectal / français

### 1980-1981
- Iqad Assarira fi Tarikh Essaouira (l’éveil du for intérieur dans l’histoire d’Essaouira)
  - Texte : Mohamed Ben Saïd Saddiki
  - Adaptation et mise en scène : Tayeb Saddiki
  - Langue : Arabe classique

- Al Bey’aa (l’allégeance)
  - Texte et mise en scène : Tayeb Saddiki
  - Epopée / fresque historique

### 1982-1983
- Chants Mystiques, les confréries
  - Texte et mise en scène : Tayeb Saddiki
  - Recueil de textes mystiques et soufis
  - Langue : Arabe dialectal

### 1983-1984
- Kitab Al Imtae Wa Al Mouanassa (le livre des délectations et du plaisir partagé) ou Abū Hayyān al-Tawhīdī
  - Texte : Tayeb Saddiki (d’après la vie de Abū Hayyān al-Tawhīdī)
  - Mise en scène : Tayeb Saddiki
  - Langue : Arabe classique (parfois jouée en arabe et en français)

### 1984-1985
- Alf Hikaya Wa Hikaya fi Souq Okad (Mille et un contes au Souk Okad)
  - Texte : Walid Saif
  - Scénario : Tayeb Saddiki et Nidal Ashqar
  - Mise en scène : Tayeb Saddiki
  - Langue : Arabe classique

### 1985-1986
- Massiratouna (notre Marche)
  - Texte : Création collective
  - Mise en scène : Tayeb Saddiki
  - Epopée / fresque historique

- Nahnou (nous)
  - Texte : Création collective
  - Mise en scène : Tayeb Saddiki
  - Epopée / fresque historique

### 1989-1990
- Aswat Oua Adouae (sons et lumières)
  - Texte : Saïd Saddiki et Mohammed Kaouti
  - Mise en scène : Tayeb Saddiki
  - Epopée / fresque historique

### 1990-1991
- Les sept grains de beauté (Achchamat Assab’e)
  - Texte et mise en scène : Tayeb Saddiki
  - Langue : Français

- Les folies berbères
  - Texte : Tayeb Saddiki
  - Mise en scène : Abdelkader Alloula
  - Langue : français / arabe

### 1991-1992
- Nous sommes faits pour nous entendre
  - Texte et mise en scène : Tayeb Saddiki
  - Langue : Français

### 1993-1994
- Molière, ou pour l’amour de l’humanité (Prix Atlas)
  - Texte et mise en scène : Tayeb Saddiki
  - Langue : Français

### 1996-1997
- Al Fil Oua Saraouil (éléphant et pantalons)
  - Texte et mise en scène : Tayeb Saddiki
  - Théâtre du Bsat en arabe dialectal

### 1997-1998
- Jnane Chiba (le verger de l’absinthe)
  - Texte et mise en scène : Tayeb Saddiki
  - Théâtre du Bsat en arabe dialectal

- Wa Laou Kanat Foula (même une fève)
  - Texte et mise en scène : Tayeb Saddiki
  - Théâtre du Bsat en arabe dialectal

### 1998-1999
- Qaftane Al Hob Al Mrassae Bal Houa (caftan d’amour)
  - Texte et mise en scène : Tayeb Saddiki
  - Théâtre du Bsat en arabe dialectal

### 1999-2000
- As’hour ‘Inda Al Mouslimine, Al Yahoud wa Annassara (magie blanche et magie noire chez les musulmans, les juifs et les chrétiens)
  - Texte et mise en scène : Tayeb Saddiki
  - Théâtre du Bsat en arabe dialectal

### 2000-2001
- Tiw Tiw
  - Texte et mise en scène : Tayeb Saddiki
  - Langue : Arabe dialectal
  - Théâtre du Bsat pour enfants

### 2001-2002
- Al Masrah Elmahdoume (le théâtre démoli)
  - Texte : Tayeb Saddiki (le dîner de gala)
  - Adaptation et mise en scène : Tayeb Saddiki
  - Langue : Arabe dialectal

### 2003-2004
- Azizi (mon cher)
  - Texte et mise en scène : Tayeb Saddiki, d’après les textes et poèmes de Saïd Saddiki
  - Langue : Arabe dialectal et français

- La Boule Magique (la Bola Magica)
  - Texte et mise en scène : Tayeb Saddiki
  - Langue : Arabe dialectal et espagnol
  - Spectacle pour enfants

### 2005-2006
- Al Karassi (les chaises)
  - Texte : Eugène Ionesco
  - Adaptation et mise en scène : Tayeb Saddiki
  - Langue : Arabe dialectal

### 2010-2011
- Bouhdi (Wana Mali) (Tout seul, de quoi je me mêle)
  - Texte : Tayeb Saddiki
  - One Man "chaud"
  - Langue : Arabe dialectal / français

## Editions

### Œuvres éditées en arabe
- Diwan Sidi Abderrahman Al Majdoub (Le recueil de Sidi Abderrahman El Majdoub)
- Maqamat Badii Ezzaman Al Hamadani  (Les séances de Badii Ezzamane El Hamadani)
- Kitab Al Imtaâ wa lmouânassa, Abū Hayyān Tawhīdī (Le livre des délectations et du plaisir partagé)
- Abou Nawass, avec Saïd Saddiki
- Annakcha (le déclic) adaptation de l’œuvre Le Journal d'un fou de Nicolaï Gogol
- Volpone adapté de l’œuvre de Ben Jonson
- Al Moufattich (l’inspecteur), adapté d'après Le Révizor de Nicolaï Gogol
- Al fil wa sarawil, Théâtre du Bsat
- Qaftane Al Hob Al Mrassae Bal Houa (caftan d’amour), Théâtre du Bsat
- Jnan chiba, Théâtre du Bsat
- Wa Laou Kanat Foula (même une fève), Théâtre du Bsat
- As’hour ‘Inda Al Mouslimine, Al Yahoud wa Annassara, (magie blanche et magie noire chez les musulmans, les juifs et les chrétiens)

### Œuvres éditées en français
- Molière, ou pour l'amour de l'humanité, Prix Atlas, Théâtre
- Les Sept Grains de beauté, Théâtre
- Nous sommes faits pour nous entendre, Théâtre
- Un incident technique indépendant de notre volonté, Théâtre
- Le dîner de gala, Théâtre
- Point virgule, Poésie
- L'auteur parle le metteur en scène montre, Poésie
- Rimarien, Poésie
- Mogador Fabor
- Par cœur
- En Vrac

### Œuvres non éditées
- Al Mataam Al Baladi - La Gargote (Le restaurant municipal), Théâtre
- Jrada Malha (Sauterelle Salée), Théâtre du Bsat
- Bint Al Ar-Ar (La fille en Thuya), Théâtre du Bsat
- Al Moudaf Ilayhi (Le majoré), Théâtre du Bsat
- Baddaz, Théâtre du Bsat
- Ajjen Al Mlettem (Le lutin voilé), Théâtre du Bsat
- Ayyam Al Barghout (Le Temps Des Puces), Théâtre du Bsat
- Abracadabrantesque

## Quelques citations de Tayeb Saddiki
- Le seul art facile à pratiquer est l'art de déplaire.
- Au Théâtre, il y a peu d'inspiration et beaucoup d'aspirations.
- La cécité réelle est moins grave que l'aveuglement des voyants.
- Seul ce qui est perdu est éternel.
- L'artiste doit vivre croûte que croûte.[5]

## La Fondation Tayeb Saddiki
La Fondation Tayeb Saddiki, sise au 515 Bd Ghandi à Casablanca a parmi ses objectifs :
- Sauvegarde du patrimoine de Tayeb Saddiki, à travers l'archivage des manuscrits, des photos, des plaques, des livres, des enregistrements audiovisuels, des coupures de presse, de costumes ainsi que des décors
- Diffusion et promotion du patrimoine moral et intellectuel de l’artiste auprès des nouvelles générations
- Inauguration d'un musée pour préserver la mémoire du théâtre marocain en général et le Théâtre Saddiki en particulier
- Organisation et production de pièces de Théâtre, d’expositions artistiques, et manifestations culturelles
- Organisation de séminaires, de forums, festivals nationaux et internationaux pour promouvoir la culture et la créativité
- Réalisation d'études et de mémoires sur le Théâtre et l’art marocains avec les chercheurs et les spécialistes ainsi que leur diffusion
- Production de films documentaires et programmes audiovisuels.